# Furnierschichtholz

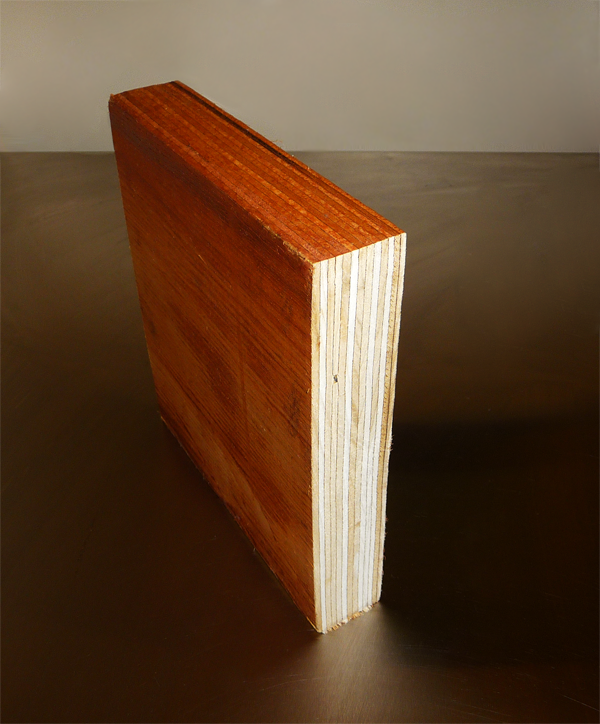
Furnierschichtholz

Ein Furnierschichtholz (FSH; auch LVL, abgeleitet von englisch laminated veneer lumber) ist ein Holzwerkstoff, der im Holzbau und im Holzflugzeugbau eingesetzt wird. Das Furnierschichtholz besteht aus ca. 3 mm starken Schälfurnieren aus Nadelholz (selten auch aus Laubholz). Eingesetzt wird es zur Herstellung von Platten und Scheiben (ebene Flächentragwerke) sowie anstelle von Vollholz-Balken in Form von Trägern, hölzernen Doppel-T-Trägern und Stützen. Die Verklebung der Furnierschichten erfolgt meist mit Phenolharz. Für den Flugzeugbau wurde das hochbelastbare „Technische Buchenschichtholz“ TBu-20 mit 20 Lagen Furnier pro Zentimeter Dicke produziert.
Im Gegensatz zu Furniersperrholz werden die Furnierschichten nicht abwechselnd kreuzweise, sondern überwiegend im Faserverlauf parallel liegend verleimt, so dass Materialeigenschaften wie Festigkeitswerte stark richtungsabhängig sind.
Ist die optische Sichtfläche der großformatigen Furnierblätter nicht erforderlich, können je nach Einsatzzweck ersatzweise Grobspanplatten oder aus längeren Spänen verleimte Platten aus Spanstreifenholz verwendet werden, die allerdings etwas weniger belastbar sind. Furnierstreifenholz besteht demgegenüber aus schmalen langen Furnierstreifen, die zu massiven Querschnitten verleimt werden.

## Abmessungen

### Furniere alle in Längsrichtung orientiert (Träger)
- 75 mm ≤ Dicke ≤ 200 mm
- 21 mm ≤ Breite ≤ 75 mm
- Länge ≤ 23.000 mm

### Furniere in Längsrichtung mit zusätzlichen Absperrlagen (Platten)
- 21 mm ≤ Dicke ≤ 69 mm
- Breite ≤ 2500 mm
- Länge ≤ 23.000 mm

## Plattentypen
| Bezeichnung | Anwendungsbereich            | Nutzungsklasse und Gefährdungsklasse |
| ----------- | ---------------------------- | ------------------------------------ |
| LVL/1       | Verwendung im Trockenbereich | 1                                    |
| LVL/2       | Verwendung im Feuchtbereich  | 1 und 2                              |
| LVL/3       | Verwendung im Außenbereich   | 1 bis 3                              |

## Anwendung
Furnierschichtholz für den konstruktiven Holzbau wird sowohl in Form von Balken (stabförmig) als auch im Plattenformat angeboten. 
Die stabförmige Variante wird zum Beispiel für Träger, Dachsparren und -pfetten sowie Deckenbalken verwendet. Die Stärke ist dabei meist auf 75 mm beschränkt. Für massivere Querschnitte wird stattdessen Brettschichtholz oder das aus schmaleren Furnierstreifen zusammengefügten Furnierstreifenholz verwendet.
Plattenförmiges Furnierschichtholz verwendet man unter anderem für aussteifende Wandschalungen, für aussteifende oder auch tragende Dach- und Deckenschalungen sowie für Dachüberstände.
Das Furnierschichtholz muss für die Klimabedingungen im jeweiligen Anwendungsbereich geeignet sein. Die Zuordnung der Nutzungsklasse (ehemals Gefährdungsklasse) korreliert zum Anwendungsbereich.
Für den Einsatz unter Nutzungsklasse 3 ist die Behandlung mit einem bauaufsichtlich zugelassenen Holzschutzmittel erforderlich.
Auf die Verwendung in Aufenthaltsräumen (Nutzungsklasse 1) sollte dann aufgrund des verwendeten Holzschutzmittels verzichtet werden.

## Technische und Bauphysikalische Kennwerte
| Eigenschaft                                               | Einheit | Kenngröße                  |
| --------------------------------------------------------- | ------- | -------------------------- |
| Rohdichte                                                 | kg/m³   | 480 bis 580                |
| Berechnungsgewicht                                        | kN/m³   | 4,5 bis 5,5                |
| Feuchtegehalt                                             | %       | 6 bis 12                   |
| Schwind- / Quellmaß                                       |         |                            |
| - Furniere alle in Längsrichtung orientiert               | %       | längs 0,01; quer 0,32      |
| - Furniere in Längsrichtung mit zusätzlichen Absperrlagen | %       | längs 0,01; quer 0,03      |
| Maßtoleranzen für Grenzabmaße                             |         | siehe Sperrholz            |
| Wasserdampfdiffusionswiderstandzahl                       | –       | feucht = 50; trocken = 400 |
| Wärmeleitfähigkeit                                        | W/(m K) | 0,15                       |
| Brandverhaltensklasse                                     |         | D-s2, d0                   |

## Kennzeichnung
Folgende Angaben müssen auf dem Produkt, Lieferschein oder Begleitpapier angebracht sein:
- Name oder Kurzzeichen des Herstellers
- Norm: DIN EN 14279
- Typenbezeichnung (zum Beispiel LVL/3)
- Nenndicke in mm
- Hauptachse
- Formaldehydabgabe-Klasse

## Allgemeine bauaufsichtliche Zulassung
Das Furnierschichtholz muss seit dem 1. April 2004 mit dem Konformitätszeichen (CE-Zeichen) gekennzeichnet sein. Unterschieden wird bei der Kennzeichnung nach tragender und nicht tragender Verwendung.
Neben dem CE-Zeichen kann Furnierschichtholz mit einer Allgemeine Bauartgenehmigung gekennzeichnet sein.

## Holzbau
Der Einsatz von Furnierschichtholz bedarf des Nachweises der Verwendbarkeit durch allgemeine Bauartgenehmigung. In der Zulassung müssen der Plattenaufbau, die Furnierdicke, als auch der charakteristische Festigkeits-, der Steifigkeits- und der Rohdichtekennwert festgelegt sein. Bei der Verwendung im Holzbau (nach DIN 1052) ist die DIN 20000-1 einzuhalten.
Neben dem Einsatz als Balken oder Scheibe eignet sich Furnierschichtholz als Trägerverstärkung im Auflagerbereich bei der Balkensanierung.

## Transport und Lagerung
Es ist sicherzustellen, dass sich die Plattenfeuchte durch zum Beispiel Niederschlag oder Bodenfeuchte nicht unzulässig erhöht. Eine sachgemäße überdachte Lagerung ist zwingend notwendig.